# Anthony Lee Kok Hin
Anthony Lee Kok Hin (ur. 20 marca 1937 w Miri) – malezyjski duchowny rzymskokatolicki, w latach 1977–2013 biskup Miri.

## Życiorys
Święcenia kapłańskie przyjął 2 stycznia 1966. 30 maja 1977 został prekonizowany biskupem Miri. Sakrę biskupią otrzymał 20 listopada 1977. 30 października 2013 przeszedł na emeryturę.